# Limotheres
Limotheres is een geslacht van kreeftachtigen uit de klasse van de Malacostraca (hogere kreeftachtigen).

## Soort
- Limotheres nasutus Holthuis, 1975